# Bülent Uçar
Bülent Uçar (* 24. Januar 1977 in Oberhausen) ist ein deutscher Islamwissenschaftler und Religionspädagoge. Seit Juni 2008 ist er ordentlicher Professor für Islamische Religionspädagogik an der Universität Osnabrück. Er gilt als einer der gefragtesten Korangelehrten in Deutschland.

## Karriere
Bülent Uçar studierte von 1996 bis 2002 Rechtswissenschaften an der Universität Bochum; von 1999 bis 2002 Islamwissenschaften, Politische Wissenschaft und Privatrecht mit Rechtsvergleich an der Universität Bonn. Seinen Magisterabschluss erhielt er nach fünf Semestern. Darauf folgte von 2002 bis 2005 ein Promotionsstudium an der Universität Bonn im Fach Islamwissenschaften mit dem Thema Recht als Mittel zur Reform von Religion und Gesellschaft: Die türkische Debatte um die Scharia und die Rechtsschulen im 20. Jahrhundert. Gleichzeitig war er sowohl als Lehrer für Islamische Unterweisung in deutscher Sprache in Bonn als auch als Lehrer für Islamkunde und Gesellschaftswissenschaften in Duisburg tätig. Von 2005 bis 2006 war er Pädagogischer Mitarbeiter am Landesinstitut für Schule/Qualitätsagentur in Soest für den Bereich Religionslehre – insbesondere Islamkunde. Er hat maßgeblich die Lehrplanentwicklung und Lehrerfortbildung in NRW geprägt und war mit der Betreuung des Schulversuchs Islamkunde beauftragt.
Nach der Auflösung des Landesinstituts für Schule/Qualitätsagentur war Uçar im nordrheinwestfälischen Ministerium für Schule und Weiterbildung im Referat für Integration tätig. Zugleich war er im Schulministerium für die Entwicklung eines Lehrplans für den alevitischen Religionsunterricht verantwortlich. Uçar hat sich 2008 im Fach Islamwissenschaft an der Universität Erlangen mit einer Arbeit über Moderne Koranexegese und die Wandelbarkeit der Scharia in der aktuellen Diskussion der Türkei habilitiert. Er gilt als erster in Deutschland habilitierter türkischstämmiger Muslim im Bereich Islamwissenschaft.
Seit 2007 ist er am Lehrstuhl für Islamische Religionspädagogik an der Universität Osnabrück tätig, wo er bis zu seiner Berufung zum ordentlichen Professor im Juni 2008 Verwalter der Professur war. Im September 2008 wurde er darüber hinaus zum Direktor des Zentrums für Interkulturelle Islam-Studien an der Universität Osnabrück gewählt. Bundesweit sorgte Uçar auf einer gemeinsamen Tagung mit dem Bundesinnenminister Wolfgang Schäuble in Stuttgart für Aufmerksamkeit, als er gemeinsam mit dem Innenminister postulierte: „Wir brauchen eine islamisch-theologische Fakultät.“ Uçar hat mit seinen zahlreichen Schriften zur Entwicklung der Islamischen Religionspädagogik in Deutschland beigetragen. Im Februar 2010 hat Uçar gemeinsam mit dem Bundesministerium des Innern und dem Niedersächsischen Innenministerium die europaweit größte Internationale Tagung zum Thema Imamausbildung ausgerichtet. Er tritt für eine zeitgemäße, moderne islamische Religionspädagogik ein. Von einigen konservativen Kreisen wird Uçar daher kritisiert.
Bülent Uçar wurde von Bundesinnenminister Thomas de Maizière als ordentliches Mitglied der 2. Deutschen Islamkonferenz berufen. Des Weiteren wurde er als Experte in die Arbeitsgruppe Deutschlands Selbstbild in den von der Bundeskanzlerin Angela Merkel initiierten Dialog über die Zukunft Deutschlands berufen. Bereits vor Beginn seiner Mitwirkung fasste er seinen Anspruch an die Arbeitsgruppe folgendermaßen zusammen „Der angemessene Umgang mit Minderheiten und Diversitäten bei einem allgemein verbindlichen Wertekodex wird für unsere Gesellschaft in Deutschland mittel- und langfristig überlebensnotwendig sein.“
Seit 2012 ist Uçar Direktor des Instituts für Islamische Theologie (IIT) an der Universität Osnabrück, dem deutschlandweit größten islamtheologischen Zentrum mit sieben Professoren und über 40 Mitarbeitern.
Im Juli 2013 stellte Uçar gemeinsam mit Bundesbildungsministerin Johanna Wanka das Avicenna-Studienwerk der Öffentlichkeit vor. Nach der Gründung im März 2012, wurde das Avicenna-Studienwerk mittlerweile vom Bundesbildungsministerium neben den drei bisher bestehenden konfessionell ausgerichteten Studienwerken als ein viertes, islamisches, anerkannt. Die Berliner Zeitung kommentierte dies mit: „Eine bessere Wahl als Bülent Uçar hätte man nicht treffen können“.
Uçar ist seit 2019 wissenschaftlicher Gründungsdirektor des Islamkollegs Deutschland (IKD), das mit Mitteln des Bundesinnenministeriums und des niedersächsischen Wissenschaftsministeriums finanziert wird. Das IKD ist die erste und bisher einzige Einrichtung für die Ausbildung von Imamen und muslimischen Seelsorgern in Deutschland. Als die treibende Kraft hinter dem Islamkolleg gilt Uçar, der bereits von 2010 bis 2018 die Imamweiterbildung an der Universität Osnabrück leitete. Das Islamkolleg erfuhr Zuspruch unter anderem von Bundesinnenminister Horst Seehofer und Bundesforschungsministerin Anja Karliczek. Einige muslimische Verbände hingegen zeigten sich reserviert, da staatliche Einrichtungen einen zu großen Einfluss auf das IKD hätten.
Er ist Mitglied des Rats für Migration.

## Wissenschaftliche Schwerpunkte
Seine wissenschaftlichen Schwerpunkte umfassen die Islamische Religionspädagogik im modernen Kontext, die gegenwartsbezogene Islamforschung mit Schwerpunkt Deutschland und Türkei, die Islamische Theologie in Geschichte und Gegenwart insbesondere mit dem Fokus auf die Entwicklung der Scharia im historischen und modernen Kontext. Diesen Themen sind seine zahlreichen Publikationen, wissenschaftlichen Vorträge und Diskussionsbeiträge gewidmet. Außerdem ist er als Verfasser und Herausgeber an den Publikationen von Schulbüchern- und Materialien für den Islamischen Religionsunterricht und den Islamkundeunterricht beteiligt.

## Positionen
Uçar betont die auf Zeit und Raum bezogene Wandelbarkeit der Scharia. Den Normenkatalog des islamischen Rechts betrachtet er prinzipiell als vereinbar mit den Standards der Allgemeinen Erklärung der Menschenrechte. Die Reaktion der Gesellschaft auf diese Position beschreibt die taz folgendermaßen: „Uçar hört Kritik von beiden Parteien: von denjenigen, die ihm vorwerfen, die Gesellschaft zu islamisieren und von denen, die sagen, er würde die Religion mit seiner Lehre verwässern“.

## Besondere Einsätze und Ehrungen
Schon vor Antritt seiner Professur war Bülent Uçar renommierter Fachmann für Fragen des Islamunterrichts in der Schule, der muslimischen Glaubenspraxis in der Türkei und Deutschland und des interreligiösen Dialogs. Er gilt als überzeugender Vertreter der jungen Generation in Deutschland sozialisierter Muslime. Zudem sind seine Kontakte zu hiesigen muslimischen Verbänden und Gemeinden für die Arbeit am neuen Lehrstuhl für Islamische Religionspädagogik eine wertvolle Ergänzung seiner wissenschaftlichen Tätigkeit. Am 4. August 2009 gab Uçar ein das Vereinslied betreffendes Gutachten für den FC Gelsenkirchen-Schalke 04 e. V. ab, in dem er zu der Auffassung gelangte, dass der Islam und speziell Mohammed in dem Lied nicht verunglimpft werden. Wiederum von streng konservativen Kreisen wurde er dafür kritisiert. Martin Spiewak bezeichnete ihn im Zeit-Porträt als Angehörigen einer neuen Generation von Muslimen: „Redegewandt und selbstbewusst, in Deutschland geboren und ausgebildet, im Glauben ebenso verwurzelt wie in der modernen Gesellschaft.“ In dieselbe Kerbe schlägt auch die Süddeutsche Zeitung: „Wenn man das Musterbeispiel für einen Muslim sucht, der fromm und aufgeklärt zugleich ist, der dieses Land bereichert, dann muss man auf Ucar stoßen.“
Das Interkulturelle Dialogzentrum in München verlieh Uçar 2012 den IDIZEM-Dialogpreis in der Kategorie Interreligiös. Die Jury hob die wissenschaftlichen Arbeiten Uçars im Sinne des Dialogs der Religionen besonders hervor.
Zum Tag der Deutschen Einheit im Oktober 2015 würdigte Bundespräsident Gauck Bülent Uçar persönlich mit der Verleihung des Verdienstkreuzes am Bande. In der Begründung wird betont, dass er „national wie international ein gefragter Ansprechpartner und Vermittler für Politik und Öffentlichkeit“ sei und große Verdienste im Bereich der Islamischen Theologie in Deutschland vorzuweisen habe.

## Veröffentlichungen
- Der utopische Roman 'Das Land der Bienen' von Ali Nar. Verlag Traugott Bautz, Nordhausen 2011, ISBN 978-3-88309-432-8.